# Engytatus modestus
Engytatus modestus är en insektsart som först beskrevs av William Lucas Distant 1893.  Engytatus modestus ingår i släktet Engytatus och familjen ängsskinnbaggar. Inga underarter finns listade i Catalogue of Life.